# Fuldamobil Bambi

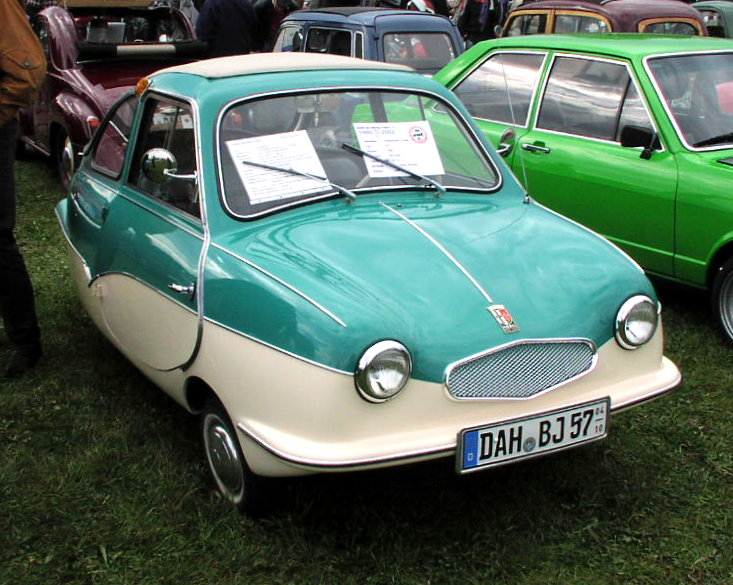
Fuldamobil Bambi, como fue conocido en Argentina. Se produjo entre 1960 y 1963, y luego hasta 1966 por encargo.

El Fuldamobil Bambi fue un automóvil microcoupé argentino de origen alemán comercializado por la Fábrica de Automotores Utilitarios SAICYF como parte del Régimen de Promoción de la Industria Automotriz del gobierno de Arturo Frondizi entre 1960 y 1963, y hasta 1966 sólo por encargo. Se produjeron 500 unidades a lo largo de su breve historia y existían dos modelos: la versión cupé y una micro pick-up bautizada «Sporty» con capacidad de carga de 300 kilogramos.

## Historia
Diseñado inicialmente en Alemania por Norbert Stevenson, con estudios apenas iniciales de ingeniería, el Bambi se asimilaba a un triciclo con carrocería: contaba con dos ruedas delanteras, que eran ligeramente más altas que la única rueda posterior, y sobre ellas, se montaba un cuerpo de burbuja alargada, impulsado con motor de motocicleta. Stevenson se alió con Karl Schmidt, un empresario de generadores de electricidad, e instalaron una línea de producción en su fábrica Elecktromaschinenbau Fulda GmbH. La primera unidad salió al mercado en febrero de 1951. En sus inicios, el lateral era de lona, pero para 1953, el modelo «tipo N» dio paso al «tipo S», con carrocería de aluminio. La empresa, si bien lograba completar apenas ocho ejemplares por semana, tenía ventas constantes aunque no cuantiosas. Otra empresa llamada Nordwestdeutscher Fahrzeugbau (NWF) prometió construir mil unidades al mes y llevó el negocio a una nueva escala hasta su quiebre en 1955, acentuado por la aparición del BMW Isetta.
En 1957, se produjo el modelo «S7», confeccionado con fibra de vidrio, el cual era más alto y largo que sus antecesores. Las ruedas posteriores, sin diferencial y separadas por centímetros, le daban un radio de giro característico. La comercialización internacional se llevaba adelante por medio de la venta de kits desmontables y la cesión de licencia. El modelo se denominó Nobel en Chile, Attica en Grecia, Fram King Fulda en Suecia y Bambi en Argentina. 
En Argentina, la producción comenzó el 12 de mayo de 1960 en Ciudadela, Tres de Febrero. El automóvil medía 3,2 metros de largo, 1,4 metros de ancho y 1,3 metros de alto. Portaba un motor Sachs de 192 cm³ —producido por Televel— ubicado en el sector posterior que entregaba 10 HP a 5250 rpm con una velocidad máxima de 80 kilómetros por hora, llegando a consumir un litro de combustible cada 22 kilómetros. Contaba con cuatro marchas y la de retroceso se accionaba invirtiendo la corriente. La carrocería era de resina de poliéster reforzada con fieltro y tela de vidrio, sobre tubos de acero.
Su presentación oficial en Argentina fue organizada por la Asociación de Automovilistas de Rosario en una cancha de fútbol. El Bambi, conducido por Demófilo López, giró durante 92 horas alrededor de la cancha, completando 6413 vueltas y un total de 3206 kilómetros. A partir de 1963, en Argentina, el Bambi comenzó a producirse solo por encargo. Al momento de su cese definitivo en 1966, se habían producido 20 unidades de la versión «Sporty» y 480 de la microcoupé.